# Catherine Reverzy
Catherine Reverzy, née le 28 mars 1946 à Paris et morte le 21 avril 2008 à Villejuif, est une psychiatre de formation psychanalytique et une écrivaine française. Elle est l'épouse de l'écrivain Michel Morcrette.

## Œuvres
- Femmes d’aventure, éditions Odile Jacob, 2001  (ISBN 2-7381-1014-2)
- Anita Conti, 20 000 lieues sur les mers, éditions Odile Jacob, 2006  (ISBN 2-738-11742-2) Grand prix de la mer de l’Association des écrivains de langue française.
- Le Couloir de la nuit, Hachette Littérature  (sous le pseudonyme de Catherine Delauze)